# Richard Lynch
Richard Hugh Lynch (Nova York, 12 de fevereiro de 1940 — Califórnia, 19 de junho de 2012) foi um ator estadunidense.

## Biografia
Ator convidado em diversas séries de TV, Richard Lynch faleceu aos 72 anos de idade. Seu corpo foi encontrado no dia 19 de junho pela atriz Carol Vogel que, após tentar entrar em contato com ele, decidiu passar na casa de Richard. Ela encontrou seu corpo caído na cozinha, informou Mike Baronas, um representante do ator, à Fox News. Segundo o jornal L.A. Times, a família informou que o ator faleceu vítima de uma parada cardíaca.
Quem acompanhou as séries de TV produzidas entre 1970 e 1990 certamente viu algum episódio estrelado por Richard. Seu rosto marcado por cicatrizes o levou a interpretar diversos criminosos, terroristas loucos e uma variedade de vilões que enfrentavam os heróis, protagonistas das séries. As marcas em seu rosto acabaram lhe garantindo muitos trabalhos em Hollywood, tornando-se uma ‘marca registrada’ do ator.
As cicatrizes foram provocadas por um acidente ocorrido em 1967. No documentário LSD: The Trip to Where? Lynch disse que, sob influência de LSD, acidentalmente ateou fogo em seu corpo. No momento, ele estava no Central Park de Nova Iorque, conseguindo apagar as chamas rolando na grama. Levado ao hospital, foi constatado que 70% de seu corpo tinha sofrido queimaduras. Com poucas chances de sobreviver, Richard foi submetido a várias cirurgias de reconstrução. Matéria sobre o acidente, publicada pelo jornal Times Daily.
Richard Hugh Lynch nasceu em 12 de fevereiro de 1940, em Nova Iorque. Após servir na Marinha como fuzileiro naval, Richard iniciou seus estudos como ator com Uta Hagen e Lee Strassberg. Ele estreou no teatro atuando em diversas peças da Broadway e Off-Broadway antes de iniciar uma carreira no cinema em 1973 com o filme Espantalho (1973), ao lado de Gene Hackman e Al Pacino.
Em 1976 Richard estreou na TV, com participações em diversos episódios de séries. Ao longo de sua carreira, ele foi visto em Bronk, Switch, Baretta, Serpico, Police Woman, São Francisco Urgente, A Mulher Biônica, Starsky & Hutch, Galactica e Galactica 1980, Barnaby Jones, Buck Rogers, Um Homem Chamado Sloane, As Panteras, Vega$, O Caçador de Aventuras, Carro Comando, Manimal, Missão Secret/Masquerade, Trovão Azul, Automan, Caixa Alta/Matt Houston, Retrato Falado, Esquadrão Classe A, Duro na Queda, Jogo de Damas/Partners in Crime, Tempo Quente/Riptide, Scarecrow and Mrs. King, Águia de Fogo, Deloucacia de Polícia, Tiro Certo, Justiça Final, Jake e McCabe, Jornada nas Estrelas: a Nova Geração, Assassinato por Escrito, Cobra, Highlander, SOS Malibu, Mike Hammer, Acapulco H.E.A.T., Charmed e A Sete Palmos.
Entre 1981 e 1982 Richard integrou o elenco de Phoenix, série de ficção científica que teve apenas cinco episódios produzidos.
Nos últimos anos, Richard vinha se dedicando mais ao cinema, atuando em filmes de baixo orçamento, fora do circuito blockbuster. Seu último trabalho é As Senhoras de Salem (2012), em fase de pós-produção.
O ator foi casado duas vezes. A primeira com Chris Langham, com quem teve um filho, Christopher Lynch, nascido em 1970 e falecido em 2005, vítima de pneumonia após sofrer uma hemorragia cerebral. Seu segundo casamento foi com Lily Lynch.

## Filmografia parcial
- 1973 - Espantalho (The Scarecrow)
- 1976 - Foi Deus Quem Mandou (God Told Me To)
- 1980 - A Fórmula (The Formula)
- 1983 - O Último Ninja (The Last Ninja)
- 1985 - Invasão USA (Invasion U.S.A.)
- 1985 - Inferno ao Vivo (Inferno in diretta)
- 1987 - Os Bárbaros (The Barbarians)
- 1988 - Espiões sem Rosto (Little Nikita)
- 1990 - Lambada, A Dança Proibida (The Forbidden Dance)
- 1991 - Alligator 2 - A Mutação (Alligator II: The Mutation)
- 1991 - A Volta do Mestre dos Brinquedos (Puppet Master III: Toulon's Revenge)
- 1993 - Necronomicon - O Livro Proibido dos Mortos (Necronomicon: Book of Dead)
- 1994 - Scanner Cop - O Destruidor de Mentes (Scanner Cop)
- 1994 - Cyborg 3 - A Criação (Cyborg 3: The Recycler)
- 1996 - Werewolf - A Noite do Lobo (Werewolf)
- 2007 - Halloween - O Início (Halloween)
- 2012 - As Senhoras de Salem (The Lords of Salem)

## Prêmios e indicações

### Prêmios
Saturn Awards
- Melhor Ator Coadjuvante em Cinema (1983)